# Trận Từ Châu
Trận Từ Châu (tiếng Nhật: 徐州会戦; rōmaji: Jōshū kaisen, tiếng Trung: 徐州会战; bính âm: Xúzhōu huìzhàn, phiên âm Hán-Việt: Từ Châu hội chiến) diễn ra từ tháng 3 đến cuối tháng 5 năm 1938 tại Từ Châu (Giang Tô, Trung Quốc) là một trong những trận đánh có quy mô lớn nhất và khốc liệt nhất trong Chiến tranh Trung-Nhật. 60 vạn quân Trung Quốc đã đấu với 24 vạn quân Nhật Bản. Khoảng 3,7 vạn chiến sĩ của cả hai phía đã hy sinh, khoảng 9,3 vạn chiến sĩ khác bị thương.
Ý đồ của quân Nhật trong trận này là bao vây và tiêu diệt 64 sư đoàn Quân đội Cách mạng Dân quốc mới rút về tụ tập ở Từ Châu là nơi có đại bản doanh của Quân khu 5. Tuy nhiên, do không đủ quân, nên quân Nhật đã không khép kín được vòng vây. Phần lớn quân Trung Quốc đã rút về được phía Tây hoặc phân tán về vùng nông thôn thành các đơn vị du kích.